# شجرة سرو زربين سنغان
سرو زربين سنغان هي شجرة سرو تمتد في القدم إلى 3212 سنة في محافظة سيستان وبلوشستان، وتقع على بعد 45 كم من مدينة خاش، ويبلغ ارتفاعها حوالي 30 مترا، وقطر جذعها 3 أمتار، وتم تسجيل شجرة السرو هذه كأحد المعالم الطبيعية الوطنية الإيرانية، وقُدِر عمر هذه الشجرة بحوالي 2000 عام.
   كانت أشجار السرو مقدسة عند الزرادشتيين وكانت تُغرس في الغالب على يد الكهنة، ولهذا السبب أطلق عليها أهل المنطقة اسم شجرة الأمير عمر بعد الإسلام حتى لا تُباد، ثم أطلق عليها فيما بعد اسم سُل، واستخدم الناس هذه الشجرة في الماضي كمزار ومكان لطلب مرادهم وتحقيق رغباتهم.

## مرا جع
1. ↑  "سرو زربین سنگان، خاش". کویرها و بیابان‌های ایران (بfa-IR). 25 May 2012. Archived from the original on 2022-01-10. Retrieved 2022-03-28.{{استشهاد ويب}}:  صيانة الاستشهاد: لغة غير مدعومة (link)
2. ↑  "درخت سرو زربین سنگان خاش 3206 ساله شد - ایرنا". www.irna.ir. مؤرشف من الأصل في 2022-01-31. اطلع عليه بتاريخ 2022-03-28.
3. ↑  "Protected Areas of the Sistan & Baluchestan Province of Iran". مؤرشف من الأصل في 2021-06-09.